# N2 (Ierland)
De N2 is een nationale primaire weg in Ierland met een lengte van 140 kilometer. De weg verbindt de steden Dublin en Derry met elkaar. De N2 begint in het centrum van Dublin en loopt daarna via Ashbourne en Monaghan naar de grens met Noord-Ierland. In Noord-Ierland loopt de weg verder als A5 naar Derry.
Een klein deel van de N2 is uitgebouwd tot de autosnelweg M2. Deze weg loopt van Killshane, ten noorden van Dublin, naar Ashbourne. Tussen de buitenwijken van Dublin en de M2 is de N2 uitgebouwd tot vierstrooksweg met middenberm. De rest van de weg heeft slechts twee rijstroken. 

## Primaire bestemmingen
De volgende primaire bestemmingen (primary destinations) liggen aan de N2:
- Dublin City
- Phibsboro
- Finglas
- Ashbourne
- Kilmoon Cross
- Rathfeigh Cross
- Balrath Cross
- Slane
- Collon
- Ardee
- Carrickmacross
- Castleblayney
- Monaghan